# Istituto San Giovanni Battista

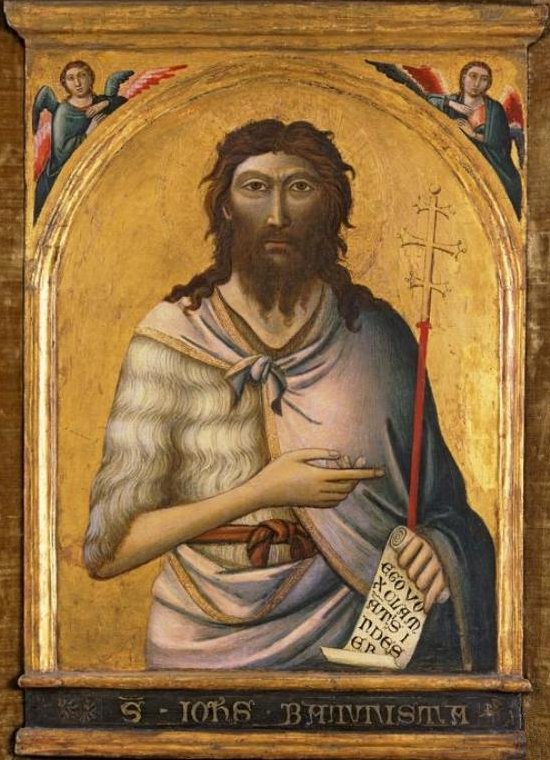
San Giovanni Battista: dipinto di Jacopo del Casentino

L'Istituto San Giovanni Battista è un istituto religioso femminile di diritto pontificio.

## Storia
La congregazione fu fondata nel 1927 a Campomorone da Antonietta Capelli; ricevette da Pio XII l'approvazione pontificia l'8 giugno 1942.

## Attività e diffusione
Le religiose organizzano convegni di studio religioso, preparano gli adulti ai sacramenti, si dedicano all'evangelizzazione in terra di missione e favoriscono lo sviluppo di vocazioni sacerdotali e religiose.
Le suore sono presenti in Italia e Brasile; la sede generalizia è in Villa Paganini a Gaione, presso Parma.
Alla fine del 2011 la congregazione contava 39 religiose in 10 case.